# Paistu
Paistu (německy Paistel) je vesnice v estonském kraji Viljandimaa, samosprávně patřící do obce Viljandi.

## Dějiny
Území vesnice bylo pravděpodobně osídleno již prehistoricky, ovšem hmotné doklady nejstaršího osídlení možná zanikly pozdějším vývojem vesnice. První historická zmínka hovoří roku 1234 o paistské farnosti, tedy se dá k tomuto roku předpokládat i existence kostela.

## Pamětihodnosti
Na území starého hřbitova byly roku 1993 pohřbeny přenesené ostatky několika lesních bratří zabitých 1945 na Ennokském vrchu poblíž Tarvastu.
Na novém hřbitově je pohřben Adam Peterson (1838–1918), estonský politický aktivista.
Na novém hřbitově se nachází pomník padlým ve 2. světové válce.